# Референдум в Южной Осетии (1992)
Референдум по вопросу «о государственной независимости и (или) воссоединении с Россией» был проведён в Южной Осетии 19 января 1992 года .
Референдум явился следствием грузино-югоосетинского противостояния. Первоначальное стремление населения повысить статус автономной области в составе Грузии, затем сделать её полноправным субъектом Союза ССР и противостояние отделению Южной Осетии от СССР в итоге вылилось в независимость Республики Южная Осетия.
В ноябре 1988 года опубликован проект Государственной программы развития грузинского языка, предусматривавший значительное ущемление негрузин. Одно из основных положений проекта Программы – перевод делопроизводства на грузинский язык.
20 сентября 1989 года опубликованы проекты законов Грузинской ССР «Об изменениях и дополнениях Конституции (Основного закона) Грузинской ССР», «О выборах народных депутатов Грузинской ССР», «О выборах народных депутатов местных Советов народных депутатов Грузинской ССР», ущемляющих права Юго-Осетинской АО.
10 ноября 1989 года XII сессия Совета народных депутатов Юго-Осетинской автономной области приняла решение о её преобразовании в автономную республику в составе ГССР и обратилась к Верховному Совету ГССР рассмотреть это решение. 16 ноября Президиум Верховного Совета ГССР признал это решение неконституционным.
20 сентября 1990 года Юго-Осетинский областной совет народных депутатов принял решение преобразовать Юго-Осетинскую автономную область в Юго-Осетинскую Советскую демократическую республику, содержащее пункт об обращении в ВС СССР о включении новой республики в состав СССР в качестве самостоятельного субъекта федерации. Была принята Декларация о государственном суверенитете ЮОСДР. Законы СССР были признаны как единственно действующие на территории Южной Осетии (в ответ на решение ВС Грузии о восстановлении государственной независимости). На следующий день ВС ГССР признал решение Совета Народных депутатов ЮОАО недействительным.
16 октября 15(1) сессия народных депутатов Юго-Осетинской Советской демократической республики признаёт нелегитимным проведение выборов в Верховный Совет Грузинской ССР на территории Южной Осетии. Поскольку в нарушение действующего законодательства, Верховный Совет Грузии не стал назначать очередных выборов в Совет народных депутатов Южной Осетии, сессия приняла Декларацию о суверенитете и назначила выборы в парламент Южной Осетии на 9 декабря 1990 года.
23 ноября Грузия официально отказалась подписывать новый союзный договор.
28 ноября республика переименована в Юго-Осетинскую Советскую республику. Совет народных депутатов ЮОСР обращается в ВС СССР считать её непосредственным участником при подписании нового союзного договора.
11 декабря 1990 года ВС Грузии упраздняет Юго-Осетинскую автономную область.
7 января 1991 года Президент СССР издаёт указ «О некоторых законодательных актах, принятых в декабре 1990 года в Грузинской ССР», в котором признаёт противоречащим Конституции СССР и законам СССР, установленному порядку решения вопросов об изменении статуса автономных образований решение ВС Грузии о ликвидации ЮОАО.
31 марта 1991 года Съезд народных депутатов РСФСР просит Верховный Совет Республики Грузия восстановить ЮОАО
4 мая 1991 года Совет народных депутатов Юго-Осетии всех уровней в связи с Указом Президента СССР от 7 января 1991 года отменяет решение Юго-Осетинского областного совета народных депутатов от 20 сентября 1990 года о преобразовании автономной области в республику и восстанавливает деятельность органов государственной власти и управления Юго-Осетинской автономной области, действовавшие до сентября 1990 года.
7 мая 1991 года Президиума Верховного Совета Республики Грузия издаёт постановление, в котором признаётся недействительность восстановления Юго-Осетинской автономной области.
1 сентября 1991 года Совет народных депутатов Южной Осетии отменяет решение от 4 мая и восстанавливает республику, после чего обратился к Верховному Совету РСФСР с просьбой «рассмотреть вопрос воссоединения Южной Осетии с Россией».
21 декабря Верховный Совет Республики Южная Осетия принимает Декларацию о независимости Республики Южная Осетия.
3 января 1992 года принимается решение о проведении референдума по вопросу о независимости и присоединения к России. На голосование были вынесены два вопроса:
- Согласны ли Вы, чтобы Республика Южная Осетия была независимой?
- Согласны ли Вы с решением Верховного Совета Республики Южная Осетия от 1 сентября 1991 г. о воссоединении с Россией?[12]

В результате, независимость Южной Осетии с перспективой объединения с Российской Федерацией поддержали более 99 % участников референдума. Результаты не были признаны на международном уровне.
Реализованы результаты волеизъявления народа не были.